# Ahmed Zaki Yamani
Ahmed Zaki Yamani (født 30. juni 1930, død 23. februar 2021) var en saudiarabisk økonom og politiker. Han var uddannet i USA og Egypten. Yamani var olieminister i Saudiarabien fra 1962-1986 og havde stor indflydelse i OPEC, og var en af hovedaktørene i oliekrisen i 1973-1974. 